# Marsyas de Philippes
Pour les articles homonymes, voir Marsyas (homonymie).
Marsyas de Philippes ou Marsyas fils de Kritophimos (en grec ancien Μαρσύας, Κριτοφήμου, Φιλιππεύς / Marsúas, Kritophếmou, Philippeús), est un historien de la cité de Philippes en Macédoine orientale, IIIe siècle av. J.-C. (?).
Son œuvre ne nous est connue que par des fragments (FGrH 136 sur l'épisode du nœud gordien), et comme source d'auteurs ultérieurs. Il aurait été prêtre d'Héraclès dans sa cité. D'après une entrée suspecte dans la Souda, on lui attribue souvent les ouvrages d'un Marsyas de Tabai qui serait fictif : 12 livres d'Archéologie, 7 livres d'une Mythologie, également perdus.
Il ne doit pas être confondu avec Marsyas de Pella, auquel il est postérieur, sans qu'on puisse déterminer précisément sa période d'activité.

## Sources
- P. Collart, Philippes ville romaine de Macédoine, Paris, 1937, p. 183-186.
- (en + grc) Souda (lire en ligne) s.v. Μαρσὑας 2.
- (en) W. Heckel, « Marsyas of Pella, Historian of Macedon », Hermes 108 (1980) 444-462.
- R. Laqueur, RE 14.2, cols.1998-1999, s.v. Marsyas 9.